# The Purge: Election Year
The Purge: Election Year (titulada 12 horas para sobrevivir: El año de la elección en Hispanoamérica y Election: La noche de las bestias en España) es una película de terror distópica estadounidense escrita y dirigida por James DeMonaco. La película está protagonizada por Frank Grillo, Elizabeth Mitchell y Mykelti Williamson, siendo la secuela de The Purge: Anarchy y la tercera entrega de la franquicia de The Purge. Jason Blum y Michael Bay están entre los productores de la película. 
La película fue estrenada el 1 de julio de 2016, recibiendo críticas mixtas y recaudando más de $118 millones en todo el mundo, convirtiéndose en la película más taquillera de la serie antes de ser superada por la cuarta entrega, The First Purge, en julio de 2018.

## Argumento
Una joven, Charlene Roan, y su familia se encuentran amordazados por un purgador enmascarado, quien luego procede a matar al resto de la familia de Roan, dejándola como la única sobreviviente. Dieciocho años más tarde, Roan es una senadora de los Estados Unidos que lucha por la presidencia del país, prometiendo en su campaña finalizar las noches de Purga anuales. El antiguo sargento de policía Leo Barnes, trabaja ahora como jefe de seguridad de Roan. El líder de los Nuevos Padres Fundadores de América, Caleb Warrens, y su candidato, el ministro Edwidge Owens, ven a Roan como una amenaza. Con el pretexto de recuperar la confianza del público, revocan la inmunidad de los funcionarios del gobierno para matarla en la noche de la Purga.
Mirando el debate presidencial, se encuentran el dueño de una tienda, Joe Dixon, su asistente, Marcos, y la antigua purgadora convertida en técnica médica de emergencia, Laney Rucker. Un par de adolescentes ingresan a la tienda para robar, solo para ser arrinconadas por Joe. Ellas se burlan de Joe hasta que Laney interviene. Reconociéndola como una famosa y antigua purgadora, se van pacíficamente. Joe recibe una llamada telefónica indicando que el costo de su seguro de la Purga ha aumentado más allá de su asequibilidad, por lo que decide proteger su tienda él mismo a pesar de las súplicas de Marcos y Laney para que no lo haga. Al mismo tiempo, el llamado "turismo asesino" del país impulsa la economía, debido a los turistas que visitan los Estados Unidos para participar en las noches anuales de la Purga.
En la noche de la Purga, Joe custodia su tienda junto a Marcos, logrando repeler el ataque de las adolescentes. Laney y su compañera, Dawn, patrullan la ciudad en una ambulancia, brindando atención médica a los heridos. Roan decide esperar la Purga desde su casa en vez de ir a un lugar seguro para asegurar la votación, siendo acompañada por Barnes, el jefe Couper, su asistente Eric, y fuerzas de seguridad adicionales. Sin embargo, una traición del jefe Couper y Eric permite que una fuerza paramilitar neonazi liderada por Earl Danzinger mate a las fuerzas de seguridad e invada la casa. Barnes acompaña a Roan a un lugar seguro, pero es herido de bala en el proceso. Antes de irse, detona una bomba en la casa, matando al jefe Cooper y a Eric.
Caminando por las hostiles calles de Washington D. C., Barnes y Roan intentan buscar refugio, pero son emboscados por una banda de purgadores y tomados cautivos. Antes de que puedan ser ejecutados, Joe y Marcos matan a la banda, después de haber visto la difícil situación de la pareja desde la azotea del restaurante. Mientras se refugian en el restaurante, las adolescentes regresan con refuerzos. Sin embargo, Laney atropella a su líder y asesina a la mitad del grupo. Cuando otros purgadores amenazan con entrar, todos se van a un escondite más seguro. El grupo es emboscado por Danzinger en un helicóptero, y buscan refugio debajo de un puente, donde Barnes se da cuenta de que fueron rastreados por la bala alojada en su interior, la cual logra extraer. Después de una confrontación con un gran número de pandilleros Crips, del cual Joe alguna vez fue miembro y conoce el silbido característico de la banda, el grupo logra salvarse de ser asesinados, pero también los pandilleros le piden que ayuden al compañero herido de su líder. A cambio, los Crips se ocupan de colocar la bala rastreadora en otra área para desviar al equipo paramilitar, a quienes luego asesinan.
El grupo llega a un escondite subterráneo anti-Purgas dirigido por Dante Bishop. Barnes descubre que el grupo de Bishop tiene la intención de asesinar a los Nuevos Padres Fundadores de América, particularmente a Owens, en un esfuerzo para que Roan gane la elección y terminar con la Purga, haciendo oídos sordos a la insistencia de Roan que hacerlo sólo haría quedar al ministro como un mártir, y mostraría que los partidarios de la Purga tienen razón. Un gran grupo de fuerzas paramilitares llega al escondite buscando a Bishop. Barnes y Roan escapan nuevamente a las calles y se encuentran con Joe, Marcos, Laney y Dawn, que habían dejado el escondite anteriormente para regresar la tienda de Joe.
Mientras huyen de la ciudad en una ambulancia, el grupo es alcanzado por el equipo de Danzinger. Roan es sacada de la ambulancia por los soldados antes de que Barnes pueda ayudar. Barnes conduce al grupo y al equipo de Bishop a una catedral fortificada donde los Nuevos Padres Fundadores planean sacrificar a la senadora, teniendo el mismo plan que el grupo de Bishop para asegurar la victoria de Owens, usando como preludio el asesinato de un drogadicto a manos de James, un fanático seguidor de los Nuevos Padres Fundadores. Antes de que Roan pueda ser asesinada, el grupo llega y asesina a Warrens, causando un masivo tiroteo que mata a toda la congregación excepto a Owens y su asistente, Harmon James, que escapan. Owens es atrapado por el grupo de Bishop, pero Roan logra persuadirlos para que lo perdonen. Las fuerzas paramilitares restantes llegan, matando a Bishop y su equipo mientras que Danzinger y Barnes participan en un combate cuerpo a cuerpo que termina con la muerte del primero. Mientras Roan y el grupo liberan a las víctimas encarceladas de la Purga, James aparece y asesina a un prisionero liberado. Joe le dispara, pero es fatalmente herido. Antes de morir, Joe le pide a Marcos que se ocupe de su tienda a medida que las sirenas comienzan a sonar, anunciando el final de la Purga.
Dos meses más tarde, Roan gana las elecciones, eliminando la Purga de una vez y para siempre, y también termina nombrando a Barnes como el nuevo director del Servicio Secreto de los Estados Unidos. Por su parte Marcos reconstruye la tienda de Joe en memoria del mismo, cuando de pronto aparece Laney y dice que lo ayudará mañana empezando por el techo. En ese momento se escucha un informe de noticias el cual indica que los partidarios de los Nuevos Padres Fundadores de América y de la Purga han organizado violentos levantamientos en todo el país, esto en respuesta a los resultados de las elecciones.

## Reparto (personajes)
- Frank Grillo como Leo Barnes.[5]
- Elizabeth Mitchell como la senadora Charlene Roan.[6]
  - Christy Coco como la joven Charlene Roan.
- Mykelti Williamson como Joe Dixon.[6]
- Joseph Julian Soria como Marcos.[6]
- Betty Gabriel como Laney Rucker.[6]
- Liza Colón-Zayas como Dawn.[6]
- Terry Serpico como Earl Danzinger.
- Raymond J. Barry como Caleb Warrens.
- Kyle Secor como el ministro Edwidge Owens.[6]
- Edwin Hodge como Dwayne/Dante Bishop.
- Christopher James Baker como Harmon James.
- Ethan Phillips como el jefe Couper.
- Adam Cantor como Eric Busmalis.
- Cindy Robinson como la voz de anunciamiento de la Purga.

## Producción
El 6 de octubre de 2014, se anunció que James DeMonaco volvería a escribir y dirigir la tercera película, mientras que los productores Jason Blum de Blumhouse Productions, Michael Bay, Andrew Form y Brad Fuller de Platinum Dunes y el productor Sébastien K. Lemercier también estarían de vuelta. El 3 de agosto de 2015, se anunció que Frank Grillo regresaría para la secuela como Leo Barnes. El 10 de septiembre de 2015, se anunció a más miembros del reparto, incluyendo a Betty Gabriel, Edwin Hodge, Kyle Secor, Joseph Julian Soria, Mykelti Williamson y Elizabeth Mitchell.

### Rodaje
El rodaje comenzó el 16 de septiembre de 2015. Aunque se filmaron algunas escenas en Washington D. C., la mayor parte de la película se filmó en Rhode Island, tanto en su capital, Providence, como en Woonsocket.
Las calles principales de Woonsocket se transformaron en el futuro Washington D. C.. La catedral católica de los Nuevos Padres Fundadores de América donde se lleva a cabo la misa de Purga de Owens, así como las escenas de la cripta de la catedral, se filmaron en el complejo de la iglesia de Santa Ana. La casa del estado de Rhode Island se situó como la Casa Blanca y su rotonda y algunos de sus interiores como la Sala de Prensa y el sótano también se utilizaron para la filmación. Numerosos hitos de Woonsocket y Providence hacen cameos en la película. La casa de la senadora Roan fue filmada en otra parte de Woonsocket y algunos de los interiores fueron filmados en un plató para permitir más espacio para las cámaras y el equipo de filmación.

## Música
Nathan Whitehead volvió a componer la partitura, después de haber hecho la música de las dos primeras películas de The Purge. La banda sonora fue lanzada el 1 de julio de 2016, para coincidir con el lanzamiento de la película.

## Lanzamiento
Originalmente, la película iba a ser lanzada el 4 de julio de 2016, coincidiendo con el día de la independencia estadounidense, pero fue trasladada al 1 de julio. La película fue lanzada el 26 de agosto de 2016 en el Reino Unido.

### Medios caseros
The Purge: Election Year fue lanzado en DVD y disco Blu-ray el 4 de octubre de 2016. El 12 de junio de 2018 se lanzó una versión 4K UHD en Blu-ray.

## Recepción

### Taquilla
The Purge: Election Year recaudó $79.2 millones en Norteamérica y $39.4 millones en otros territorios por un total mundial de $118.6 millones, frente a un presupuesto de $10 millones. Deadline Hollywood calculó que el beneficio neto de la película sería de $44.8 millones, teniendo en cuenta todos los gastos e ingresos.
En Estados Unidos y Canadá, la película se estrenó junto a The BFG y La leyenda de Tarzán, y se proyectó que recaudaría alrededor de $25 millones en su primer fin de semana. La película recaudó $3.6 millones desde las vistas previas del jueves por la noche, superando a sus predecesores ($3.4 millones de The Purge en 2013 y $2.6 millones de The Purge: Anarchy en 2014). En su fin de semana inaugural, la película recaudó $31.4 millones, aterrizando entre el debut de $34 millones de la primera película y la apertura de $29 millones para la segunda, terminando tercer puesto en la taquilla detrás de Buscando a Dory ($41.4 millones) y La leyenda de Tarzán ($38.6 millones). La película recaudó un total de $34.8 millones en su marco de vacaciones de cuatro días del día de la independencia estadounidense.

### Crítica
En Rotten Tomatoes, la película tiene una calificación de aprobación del 53% basada en 146 reseñas y una calificación promedio de 5.4 sobre 10. El consenso crítico del sitio dice: "The Purge: Election Year no es particularmente ingeniosa, pero sus fuertes sobresaltos y temas actuales siguen siendo un entretenimiento muy efectivo". En Metacritic, la película tiene una puntuación de 55 sobre 100 basada en 31 críticas, indicando "críticas mixtas o promedio".
Audiencias encuestadas por CinemaScore le dieron a la película una calificación promedio de "B+" en una escala de A+ a F.
A. O. Scott de The New York Times le dio a la película una crítica positiva, diciendo que "The Purge: Election Year se toma con la suficiente seriedad como para proporcionar la medida de diversión esperada: una mezcla de agresión, liberación y alivio". Por otro lado, Alan Zilberman de The Washington Post le dio a la película 1.5 de 4 estrellas diciendo: "Incluso DeMonaco parece aburrido por los asedios, escapes y batallas armadas. Los tontos de una línea son la única gracia salvadora, y eso es porque los veteranos que actúan como Williamson sabe cómo venderlos".
El crítico de cine, Christian Toto, le dio a la película una crítica negativa diciendo que "al igual que sus predecesores, Election Year se revuelva en violencia. Lo adora. Cuanto más feo, mejor. Y, por supuesto, cuanto más fresco, mejor. Election Year es como una febril publicación del blog de Daily Kos que cobra vida. Es cruda, pero está dirigida directamente a los fanáticos del género que pueden tolerar la predicación mientras la sangre siga fluyendo".

## Precuela
Artículo principal: The First Purge
En septiembre de 2016, James DeMonaco, que escribió y dirigió cada película de la serie hasta el momento, declaró que la cuarta película de The Purge sería una precuela de la trilogía. La película, según los informes, mostraría cómo los Estados Unidos llegaron al punto de aceptar la noche de la Purga.
El 17 de febrero de 2017, DeMonaco anunció que se estaba desarrollando una cuarta entrega en Universal Studios. DeMonaco escribiría el guion, mientras que Jason Blum de Blumhouse Productions y Michael Bay, Andrew Form y Brad Fuller de Platinum Dunes volverían a producir la película con Sébastien K. Lemercier. El 20 de julio de 2017 se anunció que Gerard McMurray dirigiría la cuarta película, titulada The First Purge, que fue estrenada el 4 de julio de 2018.

## Secuela
En octubre de 2018, James DeMonaco, el creador de la franquicia Purge , dijo que podría escribir otra película y que pensó que sería un "final realmente genial" para la serie.
En mayo de 2019, Universal Pictures anunció el desarrollo de la película sin título, que sería la quinta entrega de la franquicia. DeMonaco escribiría el guion y produciría la película con Sébastien K. Lemercier a través de su empresa Man in a Tree Productions. Jason Blum también produciría a través de Blumhouse Productions , y Michael Bay , Brad Fuller y Andrew Form producirían a través de Platinum Dunes.
En agosto de 2019, se anunció que la película sería dirigida por Everardo Gout, quien fue contratado con base en su trabajo dirigiendo episodios de la serie National Geographic de 2016 Marte.
En octubre de 2019 se anunció que Ana de la Reguera protagonizaría la película. En noviembre de 2019, Tenoch Huerta fue elegido como el protagonista masculino. Más tarde ese mes, se anunció que Will Patton y Cassidy Freeman habían sido elegidos para la película. En enero de 2020, se informó que Leven Rambin se había unido al elenco de la película. También se ha informado que Josh Lucas protagonizará la película.